# Lago Yehuin
Lago Yehuin är en sjö i Argentina.   Den ligger i provinsen Eldslandet, i den södra delen av landet, 2 300 km söder om huvudstaden Buenos Aires. Lago Yehuin ligger 43 meter över havet. Arean är 41 kvadratkilometer. Den sträcker sig 9,9 kilometer i nord-sydlig riktning, och 14,2 kilometer i öst-västlig riktning.
Runt Lago Yehuin är det mycket glesbefolkat, med 5 invånare per kvadratkilometer.